# Tojad mocny morawski
Tojad mocny morawski (Aconitum firmum subsp. moravicum Skalický) – podgatunek tojadu mocnego, rośliny należącej do rodziny jaskrowatych. Endemit Karpat Zachodnich. 

## Rozmieszczenie geograficzne
Występuje w Beskidzie Morawsko-Śląskim, Małej Fatrze, Niżnych Tatrach i Tatrach Zachodnich. W Polsce występuje w Beskidzie Żywieckim, Beskidzie Śląskim i w Tatrach. W Beskidzie Żywieckim podano jego stanowiska na Diablaku, wzdłuż Rybnego Potoku, w Paśmie Policy, na Hali Miziowej, w rezerwacie przyrody Pod Rysianką i na Wielkiej Raczy. W Beskidzie Śląskim zanotowano stanowisko na Baraniej Górze, Klimczoku i na Skrzycznem. W 2007 r. podano stanowisko na Gęsiej Szyi w Tatrach.

## Morfologia

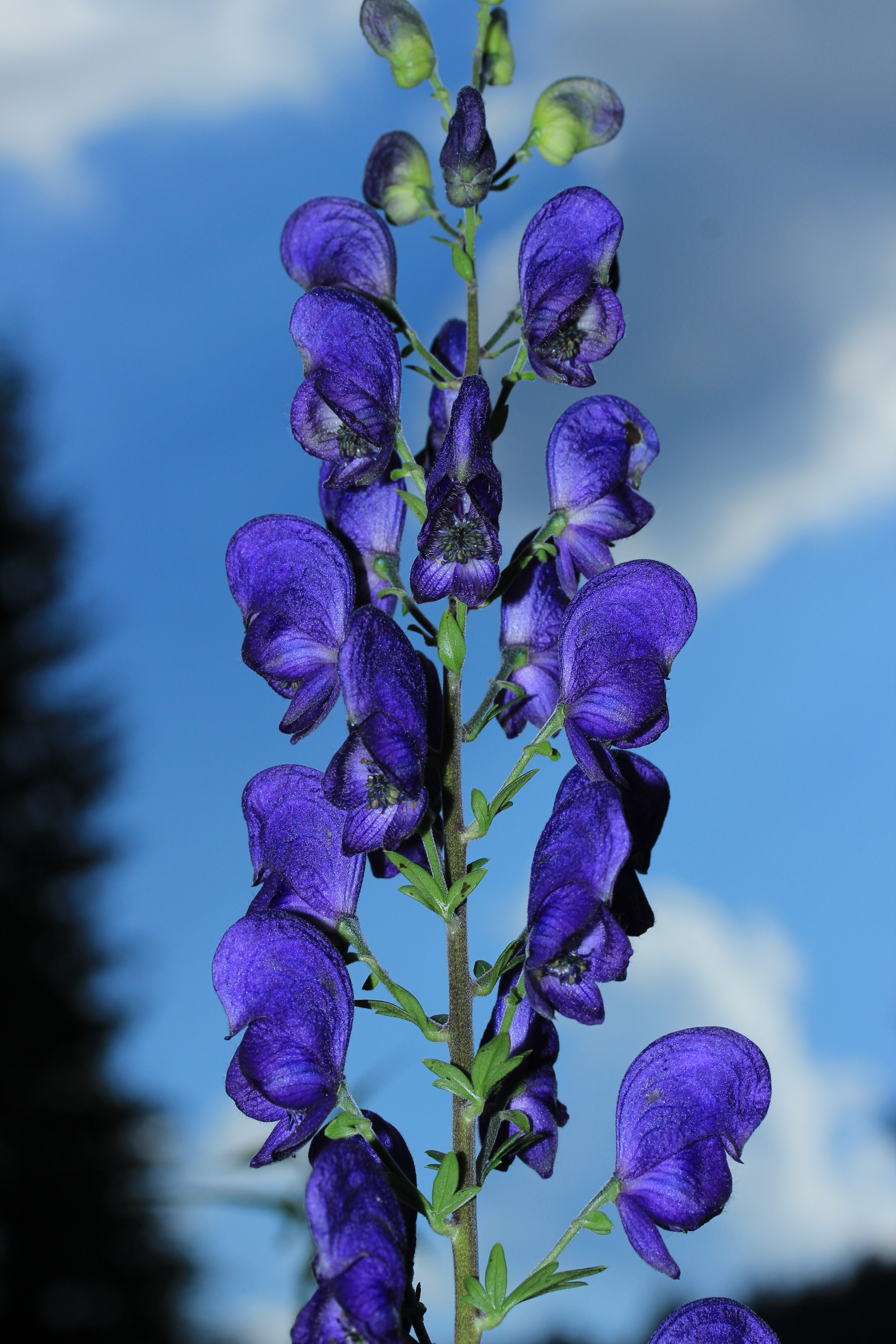
Kwiatostan

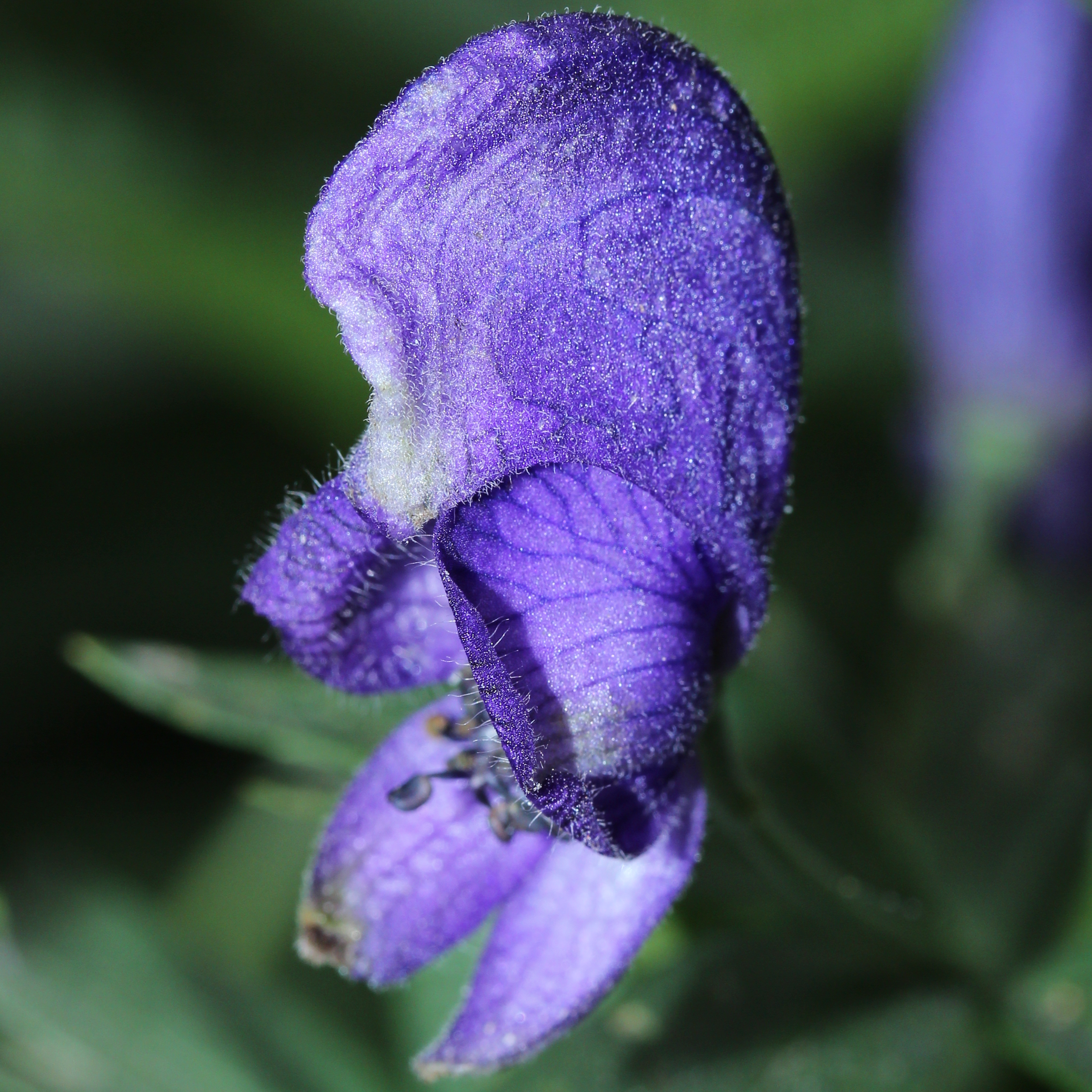
Kwiat

ŁodygaWzniesiona, osiąga wysokość do 150 cm
Liście5-dzielne.
KwiatyKwiatostan znajdujący się na górnej części łodygi składa się z grona i jest haczykowato owłosiony. Podkwiatki podzielone lub ząbkowane. Hełm półkulisty, niebieskofioletowy, owłosiony. Pręciki owłosione.
OwocMieszek zawierający liczne drobne nasiona.

## Biologia i ekologia
RozwójBylina, hemikryptofit. Kwitnie od lipca do września. Liczba chromosomów 2n=32.
SiedliskoWystępuje w ziołoroślach górskich ze związku Adenostylion.

## Zagrożenia i ochrona
Podgatunek umieszczony w Polskiej czerwonej księdze roślin w kategorii VU (narażony). Tę samą kategorię posiada na polskiej czerwonej liście oraz w Czerwonej księdze Karpat Polskich. Roślina objęta w Polsce ścisłą ochroną gatunkową. Jest podgatunkiem ujętym w załączniku II dyrektywy siedliskowej (kod 4109).